# Liste der Gemeinden in der Provinz Palencia
Die spanische Provinz Palencia hat 191 Gemeinden (Stand 1. Januar 2019).

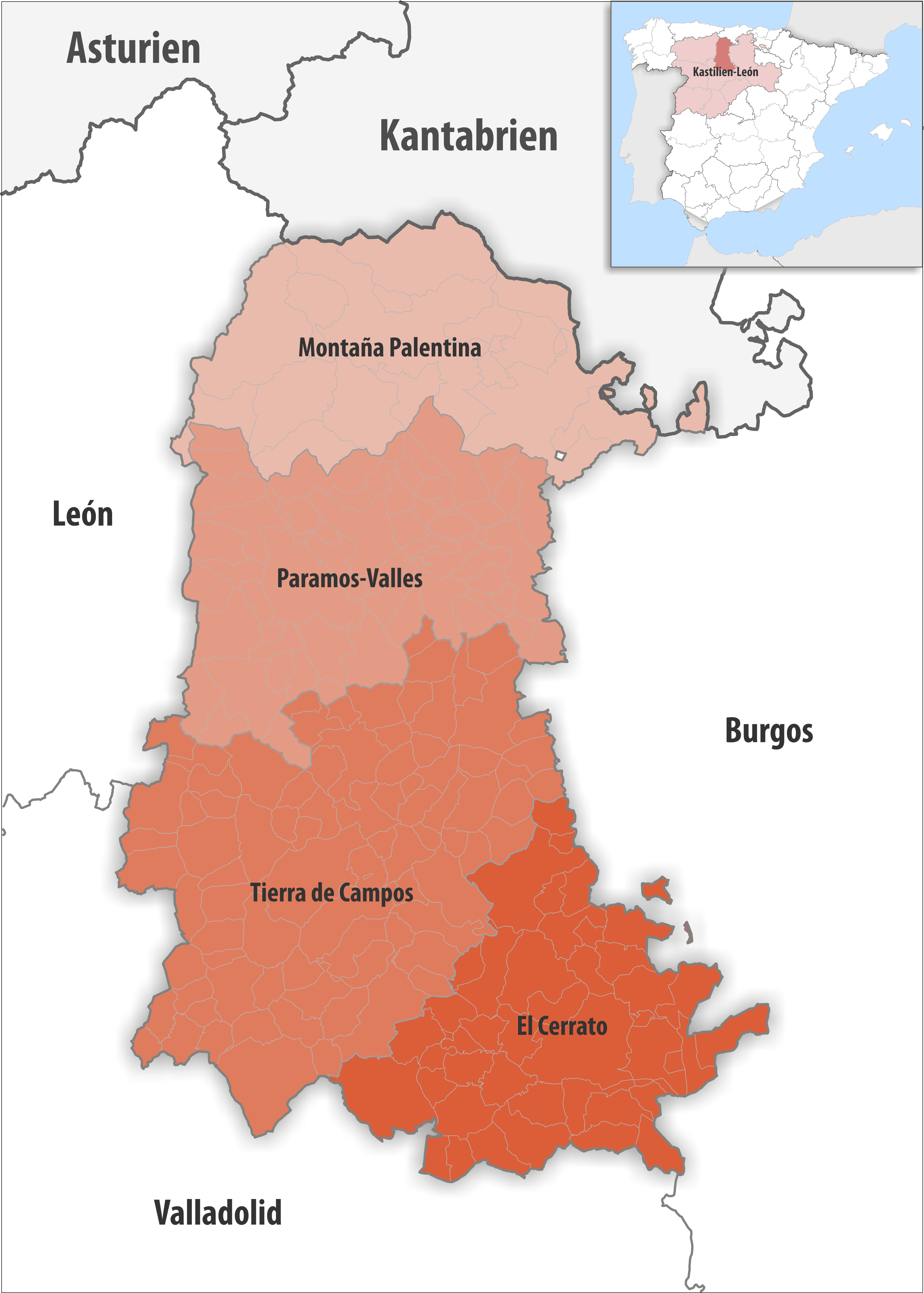
Comarcas in der Provinz Palencia

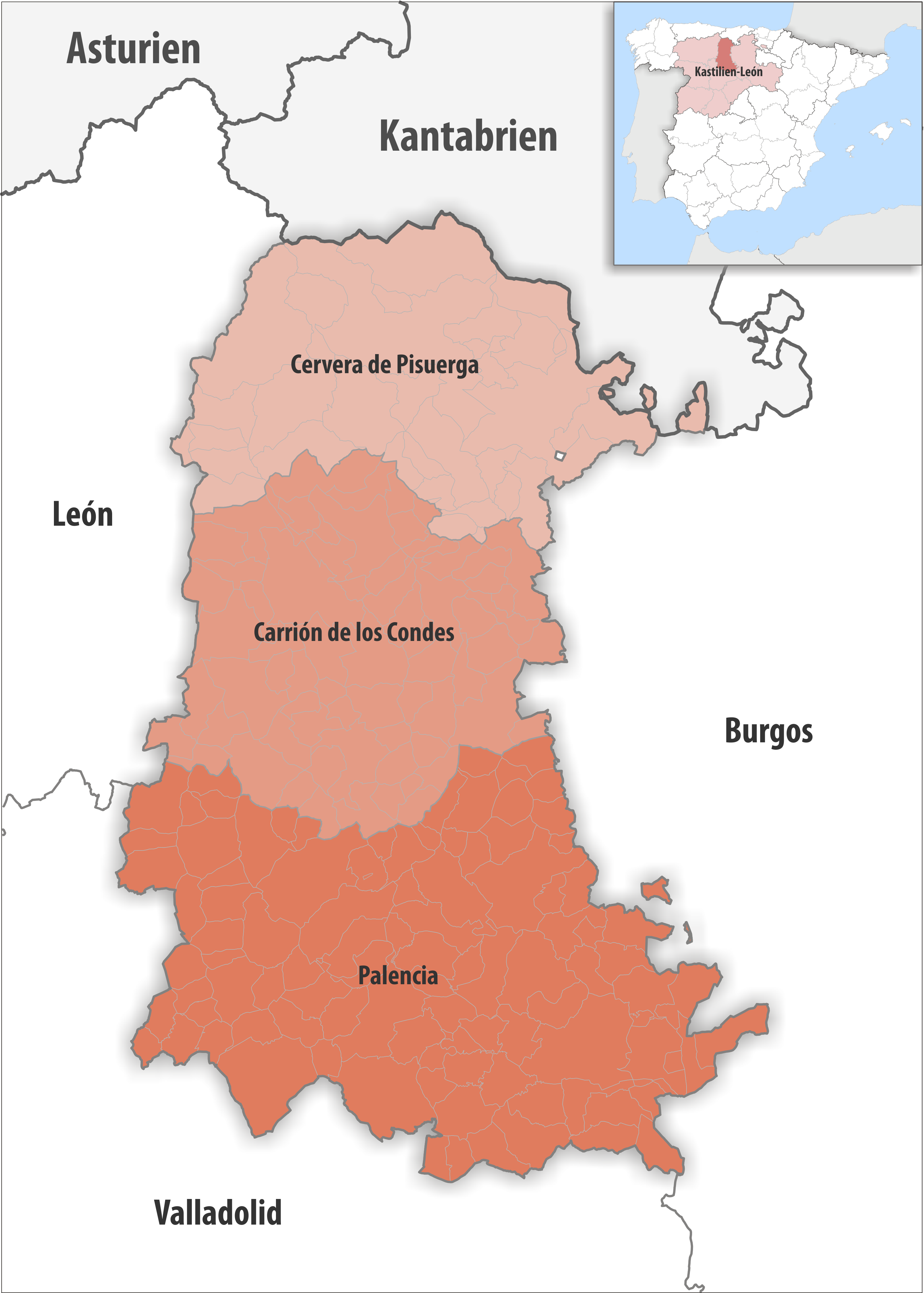
Gerichtsbezirke in der Provinz Palencia

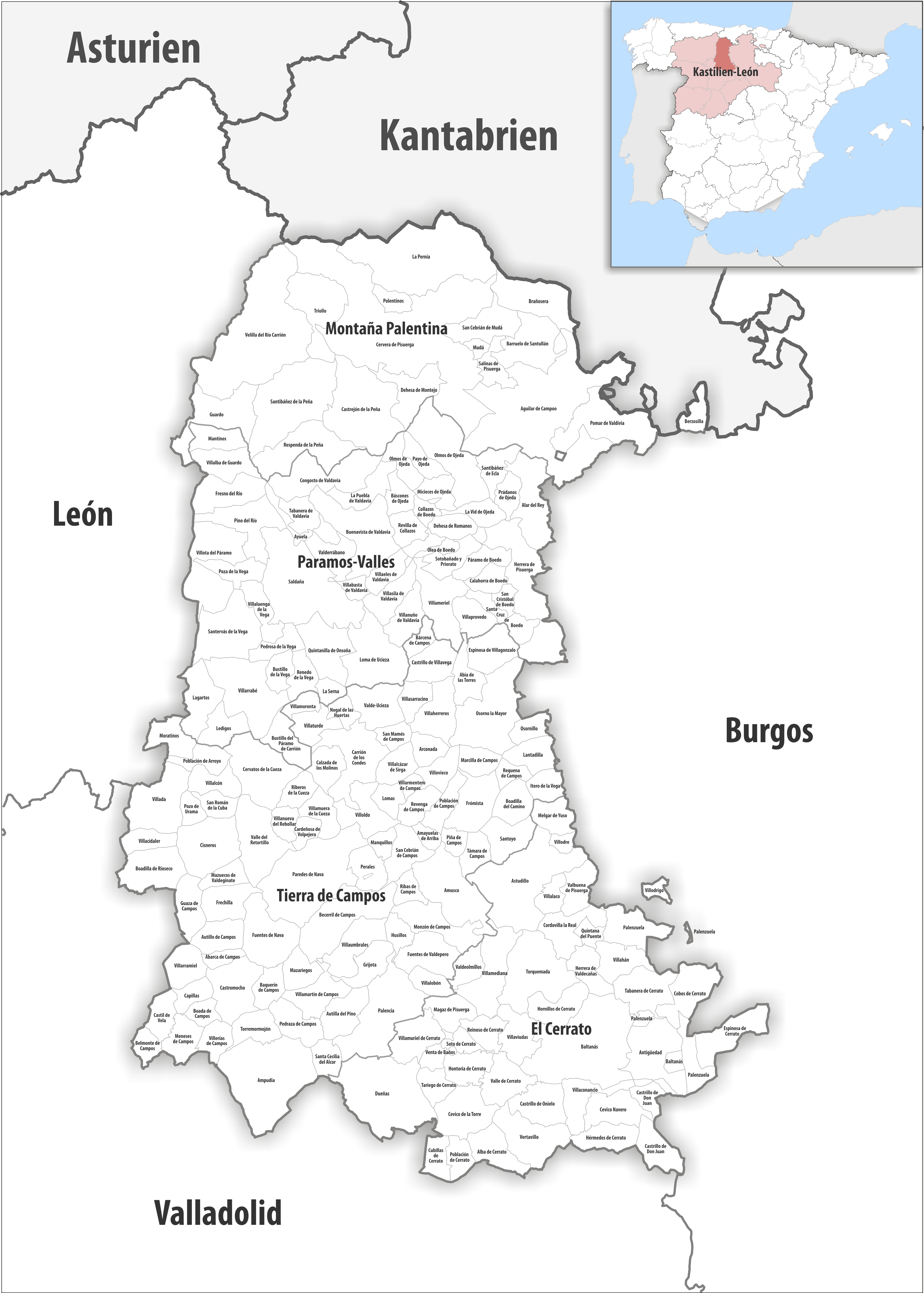
Gemeinden und Comarcas in der Provinz Palencia

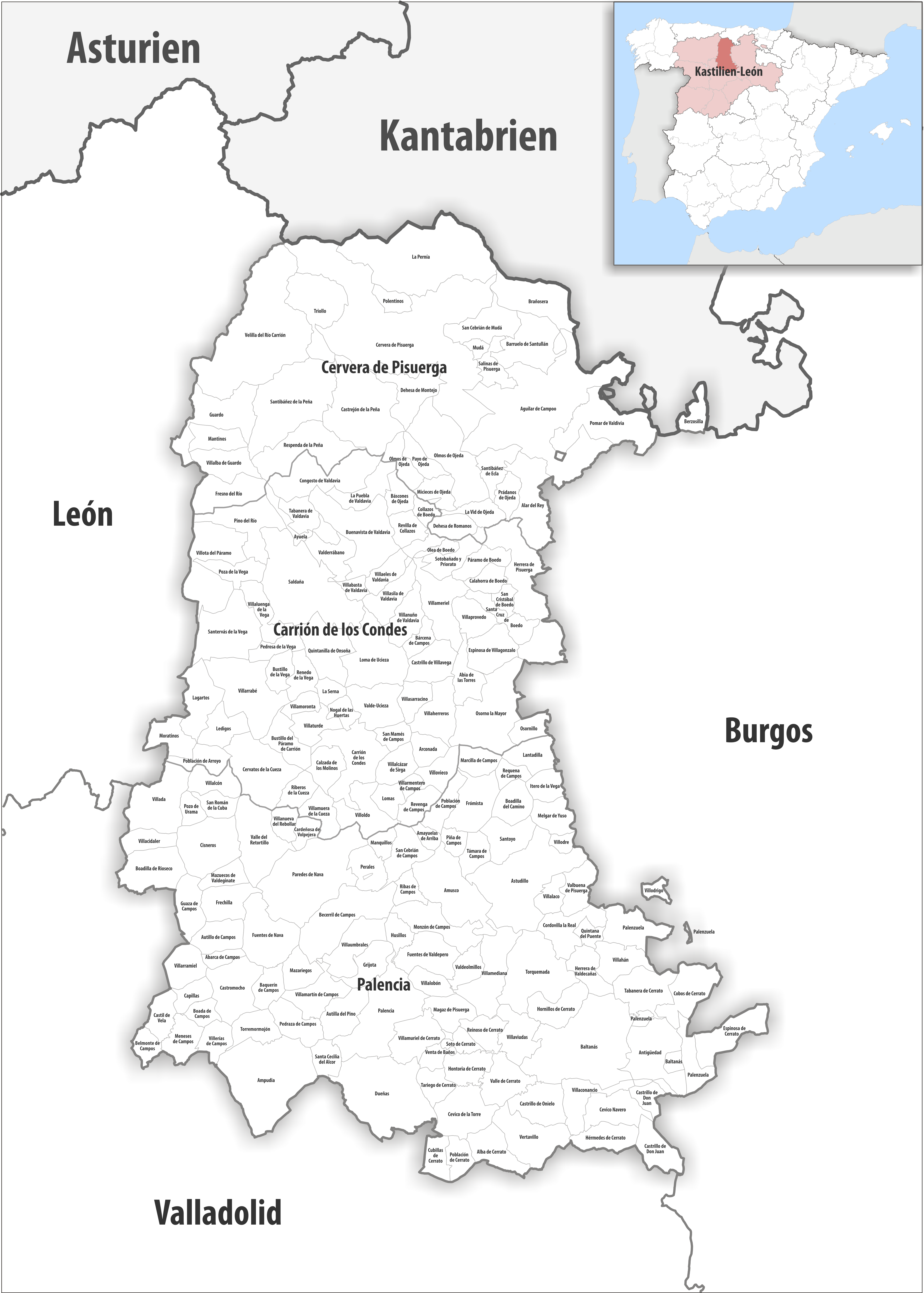
Gemeinden und Gerichtsbezirke in der Provinz Palencia

| Wappen | Gemeinden                      | Einwohner (2024) | Fläche km² | Dichte Einw./km² | Cod INE | Comarca           | Gerichtsbezirk        |
| ------ | ------------------------------ | ---------------- | ---------- | ---------------- | ------- | ----------------- | --------------------- |
|        | Abarca de Campos               | 38               | 11,39      | 3                | 34001   | Tierra de Campos  | Palencia              |
|        | Abia de las Torres             | 170              | 27,16      | 6                | 34003   | Tierra de Campos  | Carrión de los Condes |
|        | Aguilar de Campoo              | 6.823            | 235,32     | 29               | 34004   | Montaña Palentina | Cervera de Pisuerga   |
|        | Alar del Rey                   | 912              | 57,91      | 16               | 34005   | Paramos-Valles    | Cervera de Pisuerga   |
|        | Alba de Cerrato                | 82               | 35,21      | 2                | 34006   | El Cerrato        | Palencia              |
|        | Amayuelas de Arriba            | 38               | 10,17      | 4                | 34009   | Tierra de Campos  | Palencia              |
|        | Ampudia                        | 579              | 133,17     | 4                | 34010   | Tierra de Campos  | Palencia              |
|        | Amusco                         | 410              | 78,86      | 5                | 34011   | Tierra de Campos  | Palencia              |
|        | Antigüedad                     | 336              | 62,83      | 5                | 34012   | El Cerrato        | Palencia              |
|        | Arconada                       | 44               | 19,43      | 2                | 34015   | Tierra de Campos  | Carrión de los Condes |
|        | Astudillo                      | 1.039            | 122,95     | 8                | 34017   | El Cerrato        | Palencia              |
|        | Autilla del Pino               | 219              | 34,58      | 6                | 34018   | Tierra de Campos  | Palencia              |
|        | Autillo de Campos              | 130              | 30,53      | 4                | 34019   | Tierra de Campos  | Palencia              |
|        | Ayuela                         | 53               | 19,75      | 3                | 34020   | Paramos-Valles    | Carrión de los Condes |
|        | Baltanás                       | 1.228            | 158,85     | 8                | 34022   | El Cerrato        | Palencia              |
|        | Baquerín de Campos             | 22               | 22,11      | 1                | 34024   | Tierra de Campos  | Palencia              |
|        | Bárcena de Campos              | 53               | 14,54      | 4                | 34025   | Tierra de Campos  | Carrión de los Condes |
|        | Barruelo de Santullán          | 1.160            | 53,30      | 22               | 34027   | Montaña Palentina | Cervera de Pisuerga   |
|        | Báscones de Ojeda              | 134              | 18,56      | 7                | 34028   | Paramos-Valles    | Carrión de los Condes |
|        | Becerril de Campos             | 757              | 78,96      | 10               | 34029   | Tierra de Campos  | Palencia              |
|        | Belmonte de Campos             | 30               | 16,14      | 2                | 34031   | Tierra de Campos  | Palencia              |
|        | Berzosilla                     | 47               | 19,61      | 2                | 34032   | Montaña Palentina | Cervera de Pisuerga   |
|        | Boada de Campos                | 16               | 14,53      | 1                | 34033   | Tierra de Campos  | Palencia              |
|        | Boadilla de Rioseco            | 101              | 51,27      | 2                | 34035   | Tierra de Campos  | Palencia              |
|        | Boadilla del Camino            | 114              | 28,66      | 4                | 34034   | Tierra de Campos  | Palencia              |
|        | Brañosera                      | 253              | 62,39      | 4                | 34036   | Montaña Palentina | Cervera de Pisuerga   |
|        | Buenavista de Valdavia         | 296              | 81,64      | 4                | 34037   | Paramos-Valles    | Carrión de los Condes |
|        | Bustillo de la Vega            | 269              | 18,99      | 14               | 34038   | Paramos-Valles    | Carrión de los Condes |
|        | Bustillo del Páramo de Carrión | 55               | 31,20      | 2                | 34039   | Paramos-Valles    | Carrión de los Condes |
|        | Calahorra de Boedo             | 83               | 17,99      | 5                | 34041   | Paramos-Valles    | Carrión de los Condes |
|        | Calzada de los Molinos         | 305              | 25,94      | 12               | 34042   | Tierra de Campos  | Carrión de los Condes |
|        | Capillas                       | 72               | 18,27      | 4                | 34045   | Tierra de Campos  | Palencia              |
|        | Cardeñosa de Volpejera         | 60               | 13,70      | 4                | 34046   | Tierra de Campos  | Palencia              |
|        | Carrión de los Condes          | 1.999            | 63,33      | 32               | 34047   | Tierra de Campos  | Carrión de los Condes |
|        | Castil de Vela                 | 55               | 23,86      | 2                | 34048   | Tierra de Campos  | Palencia              |
|        | Castrejón de la Peña           | 320              | 106,40     | 3                | 34049   | Montaña Palentina | Cervera de Pisuerga   |
|        | Castrillo de Don Juan          | 181              | 48,94      | 4                | 34050   | El Cerrato        | Palencia              |
|        | Castrillo de Onielo            | 91               | 40,27      | 2                | 34051   | El Cerrato        | Palencia              |
|        | Castrillo de Villavega         | 168              | 33,94      | 5                | 34052   | Tierra de Campos  | Carrión de los Condes |
|        | Castromocho                    | 197              | 52,96      | 4                | 34053   | Tierra de Campos  | Palencia              |
|        | Cervatos de la Cueza           | 241              | 71,46      | 3                | 34055   | Tierra de Campos  | Carrión de los Condes |
|        | Cervera de Pisuerga            | 2.284            | 326,36     | 7                | 34056   | Montaña Palentina | Cervera de Pisuerga   |
|        | Cevico de la Torre             | 475              | 50,85      | 9                | 34057   | El Cerrato        | Palencia              |
|        | Cevico Navero                  | 178              | 44,05      | 4                | 34058   | El Cerrato        | Palencia              |
|        | Cisneros                       | 430              | 63,29      | 7                | 34059   | Tierra de Campos  | Palencia              |
|        | Cobos de Cerrato               | 128              | 46,51      | 3                | 34060   | El Cerrato        | Palencia              |
|        | Collazos de Boedo              | 99               | 21,00      | 5                | 34061   | Paramos-Valles    | Carrión de los Condes |
|        | Congosto de Valdavia           | 140              | 68,92      | 2                | 34062   | Paramos-Valles    | Carrión de los Condes |
|        | Cordovilla la Real             | 129              | 38,81      | 3                | 34063   | El Cerrato        | Palencia              |
|        | Cubillas de Cerrato            | 64               | 21,10      | 3                | 34066   | El Cerrato        | Palencia              |
|        | Dehesa de Montejo              | 135              | 43,78      | 3                | 34067   | Montaña Palentina | Cervera de Pisuerga   |
|        | Dehesa de Romanos              | 46               | 20,95      | 2                | 34068   | Paramos-Valles    | Cervera de Pisuerga   |
|        | Dueñas                         | 2.587            | 124,35     | 21               | 34069   | El Cerrato        | Palencia              |
|        | Espinosa de Cerrato            | 124              | 45,28      | 3                | 34070   | El Cerrato        | Palencia              |
|        | Espinosa de Villagonzalo       | 154              | 38,04      | 4                | 34071   | Tierra de Campos  | Carrión de los Condes |
|        | Frechilla                      | 136              | 34,33      | 4                | 34072   | Tierra de Campos  | Palencia              |
|        | Fresno del Río                 | 171              | 44,02      | 4                | 34073   | Paramos-Valles    | Cervera de Pisuerga   |
|        | Frómista                       | 748              | 46,59      | 16               | 34074   | Tierra de Campos  | Palencia              |
|        | Fuentes de Nava                | 567              | 60,51      | 9                | 34076   | Tierra de Campos  | Palencia              |
|        | Fuentes de Valdepero           | 484              | 42,93      | 11               | 34077   | Tierra de Campos  | Palencia              |
|        | Grijota                        | 2.789            | 28,53      | 98               | 34079   | Tierra de Campos  | Palencia              |
|        | Guardo                         | 5.548            | 62,83      | 88               | 34080   | Montaña Palentina | Cervera de Pisuerga   |
|        | Guaza de Campos                | 55               | 32,34      | 2                | 34081   | Tierra de Campos  | Palencia              |
|        | Hérmedes de Cerrato            | 74               | 32,33      | 2                | 34082   | El Cerrato        | Palencia              |
|        | Herrera de Pisuerga            | 1.898            | 99,08      | 19               | 34083   | Paramos-Valles    | Carrión de los Condes |
|        | Herrera de Valdecañas          | 158              | 27,56      | 6                | 34084   | El Cerrato        | Palencia              |
|        | Hontoria de Cerrato            | 106              | 29,53      | 4                | 34086   | El Cerrato        | Palencia              |
|        | Hornillos de Cerrato           | 170              | 35,36      | 5                | 34087   | El Cerrato        | Palencia              |
|        | Husillos                       | 393              | 16,35      | 24               | 34088   | Tierra de Campos  | Palencia              |
|        | Itero de la Vega               | 144              | 20,93      | 7                | 34089   | Tierra de Campos  | Palencia              |
|        | Lagartos                       | 117              | 43,53      | 3                | 34091   | Paramos-Valles    | Carrión de los Condes |
|        | Lantadilla                     | 273              | 28,95      | 9                | 34092   | Tierra de Campos  | Palencia              |
|        | Ledigos                        | 62               | 28,30      | 2                | 34094   | Paramos-Valles    | Carrión de los Condes |
|        | Loma de Ucieza                 | 193              | 71,23      | 3                | 34903   | Paramos-Valles    | Carrión de los Condes |
|        | Lomas                          | 41               | 17,07      | 2                | 34096   | Tierra de Campos  | Carrión de los Condes |
|        | Magaz de Pisuerga              | 1.031            | 27,85      | 37               | 34098   | El Cerrato        | Palencia              |
|        | Manquillos                     | 58               | 12,60      | 5                | 34099   | Tierra de Campos  | Palencia              |
|        | Mantinos                       | 145              | 25,53      | 6                | 34100   | Paramos-Valles    | Cervera de Pisuerga   |
|        | Marcilla de Campos             | 58               | 21,86      | 3                | 34101   | Tierra de Campos  | Palencia              |
|        | Mazariegos                     | 202              | 25,24      | 8                | 34102   | Tierra de Campos  | Palencia              |
|        | Mazuecos de Valdeginate        | 79               | 18,56      | 4                | 34103   | Tierra de Campos  | Palencia              |
|        | Melgar de Yuso                 | 271              | 26,58      | 10               | 34104   | El Cerrato        | Palencia              |
|        | Meneses de Campos              | 101              | 28,21      | 4                | 34106   | Tierra de Campos  | Palencia              |
|        | Micieces de Ojeda              | 71               | 20,73      | 3                | 34107   | Paramos-Valles    | Cervera de Pisuerga   |
|        | Monzón de Campos               | 583              | 45,91      | 13               | 34108   | Tierra de Campos  | Palencia              |
|        | Moratinos                      | 59               | 29,27      | 2                | 34109   | Tierra de Campos  | Carrión de los Condes |
|        | Mudá                           | 80               | 6,81       | 12               | 34110   | Montaña Palentina | Cervera de Pisuerga   |
|        | Nogal de las Huertas           | 46               | 13,80      | 3                | 34112   | Tierra de Campos  | Carrión de los Condes |
|        | Olea de Boedo                  | 39               | 8,14       | 5                | 34113   | Paramos-Valles    | Carrión de los Condes |
|        | Olmos de Ojeda                 | 170              | 103,60     | 2                | 34114   | Paramos-Valles    | Cervera de Pisuerga   |
|        | Osornillo                      | 59               | 18,18      | 3                | 34116   | Tierra de Campos  | Carrión de los Condes |
|        | Osorno la Mayor                | 1.190            | 89,16      | 13               | 34901   | Tierra de Campos  | Carrión de los Condes |
|        | Palencia                       | 76.738           | 95,21      | 806              | 34120   | Tierra de Campos  | Palencia              |
|        | Palenzuela                     | 215              | 77,20      | 3                | 34121   | El Cerrato        | Palencia              |
|        | Páramo de Boedo                | 104              | 22,76      | 5                | 34122   | Paramos-Valles    | Carrión de los Condes |
|        | Paredes de Nava                | 1.911            | 128,98     | 15               | 34123   | Tierra de Campos  | Palencia              |
|        | Payo de Ojeda                  | 57               | 19,28      | 3                | 34124   | Paramos-Valles    | Cervera de Pisuerga   |
|        | Pedraza de Campos              | 72               | 32,38      | 2                | 34125   | Tierra de Campos  | Palencia              |
|        | Pedrosa de la Vega             | 280              | 21,06      | 13               | 34126   | Paramos-Valles    | Carrión de los Condes |
|        | Perales                        | 118              | 27,46      | 4                | 34127   | Tierra de Campos  | Palencia              |
|        | La Pernía                      | 313              | 165,22     | 2                | 34904   | Montaña Palentina | Cervera de Pisuerga   |
|        | Pino del Río                   | 163              | 51,99      | 3                | 34129   | Paramos-Valles    | Carrión de los Condes |
|        | Piña de Campos                 | 193              | 12,39      | 16               | 34130   | Tierra de Campos  | Palencia              |
|        | Población de Arroyo            | 42               | 22,87      | 2                | 34131   | Tierra de Campos  | Carrión de los Condes |
|        | Población de Campos            | 122              | 23,26      | 5                | 34132   | Tierra de Campos  | Palencia              |
|        | Población de Cerrato           | 98               | 19,79      | 5                | 34133   | El Cerrato        | Palencia              |
|        | Polentinos                     | 40               | 14,87      | 3                | 34134   | Montaña Palentina | Cervera de Pisuerga   |
|        | Pomar de Valdivia              | 490              | 81,26      | 6                | 34135   | Montaña Palentina | Cervera de Pisuerga   |
|        | Poza de la Vega                | 166              | 24,29      | 7                | 34136   | Paramos-Valles    | Carrión de los Condes |
|        | Pozo de Urama                  | 18               | 13,81      | 1                | 34137   | Tierra de Campos  | Palencia              |
|        | Prádanos de Ojeda              | 181              | 21,32      | 8                | 34139   | Paramos-Valles    | Cervera de Pisuerga   |
|        | La Puebla de Valdavia          | 81               | 29,50      | 3                | 34140   | Paramos-Valles    | Carrión de los Condes |
|        | Quintana del Puente            | 251              | 11,67      | 22               | 34141   | El Cerrato        | Palencia              |
|        | Quintanilla de Onsoña          | 180              | 51,06      | 4                | 34143   | Paramos-Valles    | Carrión de los Condes |
|        | Reinoso de Cerrato             | 57               | 23,13      | 2                | 34146   | El Cerrato        | Palencia              |
|        | Renedo de la Vega              | 192              | 22,25      | 9                | 34147   | Paramos-Valles    | Carrión de los Condes |
|        | Requena de Campos              | 29               | 13,42      | 2                | 34149   | Tierra de Campos  | Palencia              |
|        | Respenda de la Peña            | 141              | 65,65      | 2                | 34151   | Montaña Palentina | Cervera de Pisuerga   |
|        | Revenga de Campos              | 136              | 22,41      | 6                | 34152   | Tierra de Campos  | Carrión de los Condes |
|        | Revilla de Collazos            | 75               | 20,56      | 4                | 34154   | Paramos-Valles    | Carrión de los Condes |
|        | Ribas de Campos                | 153              | 15,49      | 10               | 34155   | Tierra de Campos  | Palencia              |
|        | Riberos de la Cueza            | 54               | 19,79      | 3                | 34156   | Tierra de Campos  | Carrión de los Condes |
|        | Saldaña                        | 2.869            | 131,95     | 22               | 34157   | Paramos-Valles    | Carrión de los Condes |
|        | Salinas de Pisuerga            | 329              | 21,20      | 16               | 34158   | Montaña Palentina | Cervera de Pisuerga   |
|        | San Cebrián de Campos          | 407              | 32,63      | 12               | 34159   | Tierra de Campos  | Palencia              |
|        | San Cebrián de Mudá            | 150              | 41,01      | 4                | 34160   | Montaña Palentina | Cervera de Pisuerga   |
|        | San Cristóbal de Boedo         | 20               | 10,78      | 2                | 34161   | Paramos-Valles    | Carrión de los Condes |
|        | San Mamés de Campos            | 49               | 15,54      | 3                | 34163   | Tierra de Campos  | Carrión de los Condes |
|        | San Román de la Cuba           | 53               | 18,23      | 3                | 34165   | Tierra de Campos  | Palencia              |
|        | Santa Cecilia del Alcor        | 92               | 19,94      | 5                | 34167   | Tierra de Campos  | Palencia              |
|        | Santa Cruz de Boedo            | 52               | 25,51      | 2                | 34168   | Paramos-Valles    | Carrión de los Condes |
|        | Santervás de la Vega           | 400              | 70,68      | 6                | 34169   | Paramos-Valles    | Carrión de los Condes |
|        | Santibáñez de Ecla             | 42               | 25,53      | 2                | 34170   | Paramos-Valles    | Cervera de Pisuerga   |
|        | Santibáñez de la Peña          | 934              | 111,74     | 8                | 34171   | Montaña Palentina | Cervera de Pisuerga   |
|        | Santoyo                        | 192              | 34,69      | 6                | 34174   | Tierra de Campos  | Palencia              |
|        | La Serna                       | 93               | 12,30      | 8                | 34175   | Paramos-Valles    | Carrión de los Condes |
|        | Soto de Cerrato                | 176              | 12,94      | 14               | 34177   | El Cerrato        | Palencia              |
|        | Sotobañado y Priorato          | 158              | 25,26      | 6                | 34176   | Paramos-Valles    | Carrión de los Condes |
|        | Tabanera de Cerrato            | 138              | 46,34      | 3                | 34178   | El Cerrato        | Palencia              |
|        | Tabanera de Valdavia           | 22               | 21,53      | 1                | 34179   | Paramos-Valles    | Carrión de los Condes |
|        | Támara de Campos               | 74               | 20,75      | 4                | 34180   | Tierra de Campos  | Palencia              |
|        | Tariego de Cerrato             | 500              | 20,68      | 24               | 34181   | El Cerrato        | Palencia              |
|        | Torquemada                     | 966              | 83,63      | 12               | 34182   | El Cerrato        | Palencia              |
|        | Torremormojón                  | 45               | 28,24      | 2                | 34184   | Tierra de Campos  | Palencia              |
|        | Triollo                        | 74               | 63,29      | 1                | 34185   | Montaña Palentina | Cervera de Pisuerga   |
|        | Valbuena de Pisuerga           | 52               | 29,02      | 2                | 34186   | El Cerrato        | Palencia              |
|        | Valdeolmillos                  | 60               | 20,59      | 3                | 34189   | El Cerrato        | Palencia              |
|        | Valderrábano                   | 47               | 28,81      | 2                | 34190   | Paramos-Valles    | Carrión de los Condes |
|        | Valde-Ucieza                   | 76               | 42,59      | 2                | 34192   | Tierra de Campos  | Carrión de los Condes |
|        | Valle de Cerrato               | 83               | 38,96      | 2                | 34196   | El Cerrato        | Palencia              |
|        | Valle del Retortillo           | 168              | 62,98      | 3                | 34902   | Tierra de Campos  | Palencia              |
|        | Velilla del Río Carrión        | 1.129            | 198,94     | 6                | 34199   | Montaña Palentina | Cervera de Pisuerga   |
|        | Venta de Baños                 | 6.331            | 14,25      | 444              | 34023   | El Cerrato        | Palencia              |
|        | Vertavillo                     | 167              | 57,36      | 3                | 34201   | El Cerrato        | Palencia              |
|        | La Vid de Ojeda                | 90               | 20,08      | 4                | 34093   | Paramos-Valles    | Cervera de Pisuerga   |
|        | Villabasta de Valdavia         | 33               | 11,19      | 3                | 34202   | Paramos-Valles    | Carrión de los Condes |
|        | Villacidaler                   | 46               | 21,78      | 2                | 34204   | Tierra de Campos  | Palencia              |
|        | Villaconancio                  | 50               | 34,06      | 1                | 34205   | El Cerrato        | Palencia              |
|        | Villada                        | 834              | 64,87      | 13               | 34206   | Tierra de Campos  | Palencia              |
|        | Villaeles de Valdavia          | 48               | 20,67      | 2                | 34208   | Paramos-Valles    | Carrión de los Condes |
|        | Villahán                       | 99               | 31,02      | 3                | 34210   | El Cerrato        | Palencia              |
|        | Villaherreros                  | 209              | 40,79      | 5                | 34211   | Tierra de Campos  | Carrión de los Condes |
|        | Villalaco                      | 61               | 17,85      | 3                | 34213   | El Cerrato        | Palencia              |
|        | Villalba de Guardo             | 201              | 33,85      | 6                | 34214   | Paramos-Valles    | Cervera de Pisuerga   |
|        | Villalcázar de Sirga           | 174              | 25,41      | 7                | 34215   | Tierra de Campos  | Carrión de los Condes |
|        | Villalcón                      | 48               | 26,32      | 2                | 34216   | Tierra de Campos  | Palencia              |
|        | Villalobón                     | 1.900            | 19,00      | 100              | 34217   | Tierra de Campos  | Palencia              |
|        | Villaluenga de la Vega         | 519              | 26,31      | 20               | 34218   | Paramos-Valles    | Carrión de los Condes |
|        | Villamartín de Campos          | 169              | 35,82      | 5                | 34220   | Tierra de Campos  | Palencia              |
|        | Villamediana                   | 183              | 58,13      | 3                | 34221   | El Cerrato        | Palencia              |
|        | Villameriel                    | 105              | 53,16      | 2                | 34222   | Paramos-Valles    | Carrión de los Condes |
|        | Villamoronta                   | 239              | 13,29      | 18               | 34223   | Tierra de Campos  | Carrión de los Condes |
|        | Villamuera de la Cueza         | 37               | 25,18      | 1                | 34224   | Tierra de Campos  | Carrión de los Condes |
|        | Villamuriel de Cerrato         | 6.508            | 39,75      | 164              | 34225   | El Cerrato        | Palencia              |
|        | Villanueva del Rebollar        | 67               | 16,56      | 4                | 34227   | Tierra de Campos  | Palencia              |
|        | Villanuño de Valdavia          | 93               | 31,04      | 3                | 34228   | Paramos-Valles    | Carrión de los Condes |
|        | Villaprovedo                   | 46               | 26,42      | 2                | 34229   | Paramos-Valles    | Carrión de los Condes |
|        | Villarmentero de Campos        | 28               | 7,68       | 4                | 34230   | Tierra de Campos  | Carrión de los Condes |
|        | Villarrabé                     | 176              | 80,29      | 2                | 34231   | Paramos-Valles    | Carrión de los Condes |
|        | Villarramiel                   | 788              | 30,26      | 26               | 34232   | Tierra de Campos  | Palencia              |
|        | Villasarracino                 | 132              | 20,50      | 6                | 34233   | Tierra de Campos  | Carrión de los Condes |
|        | Villasila de Valdavia          | 60               | 30,33      | 2                | 34234   | Paramos-Valles    | Carrión de los Condes |
|        | Villaturde                     | 147              | 26,15      | 6                | 34236   | Tierra de Campos  | Carrión de los Condes |
|        | Villaumbrales                  | 623              | 42,11      | 15               | 34237   | Tierra de Campos  | Palencia              |
|        | Villaviudas                    | 366              | 37,23      | 10               | 34238   | El Cerrato        | Palencia              |
|        | Villerías de Campos            | 76               | 22,05      | 3                | 34240   | Tierra de Campos  | Palencia              |
|        | Villodre                       | 24               | 8,70       | 3                | 34241   | El Cerrato        | Palencia              |
|        | Villodrigo                     | 96               | 9,03       | 11               | 34242   | El Cerrato        | Palencia              |
|        | Villoldo                       | 339              | 40,64      | 8                | 34243   | Tierra de Campos  | Carrión de los Condes |
|        | Villota del Páramo             | 299              | 77,96      | 4                | 34245   | Paramos-Valles    | Carrión de los Condes |
|        | Villovieco                     | 62               | 23,53      | 3                | 34246   | Tierra de Campos  | Carrión de los Condes |
|        | Provinz Palencia               | 158.115          | 8.051,92   | 20               | 34000   | –                 | –                     |

- Karte mit allen verlinkten Seiten:
- OSM |
- WikiMap